# Thalera albaria
Thalera albaria är en fjärilsart som beskrevs av Eugen Johann Christoph Esper 1805. Thalera albaria ingår i släktet Thalera och familjen mätare. Inga underarter finns listade i Catalogue of Life.